# Skrupulozita
Skrupulozita je termín používaný zejména v katolické teologii, kde znamená  stav duše, kdy osoba považuje (lehký (všední) hřích) za těžký (smrtelný) nebo vidí hřích v tom, co hřích není. Při skrupulozitě se často objevuje pocit vnitřního zmatku, neschopnosti se správně rozhodovat a zoufalství. Dotyčného často trápí myšlenky zpochybňující platnost zpovědí nebo že přijímá svatokrádežně. Za skrupulozitu se nepovažuje, pokud se člověk svědomitě vyhýbá byť jen příležitosti ke hříchu nebo se snaží vykořenit dokonce i malé hříchy, o což se má snažit každý katolík a nabádá k tomu už sv. Pavel (1 Sol 5,22). 

## Příčiny
Polská kolektivní práce Skrupule a jejich příčiny z roku 1946 uváděla tři možné příčiny skrupulí:
- První je přirozená, vznikající z temperamentu nebo vrozených rysů osobnosti. Takové osoby mohou mít větší tendenci trpět skrupulozitou.
- Druhou příčinou je činnost démonů, kteří se touto taktikou snaží odvést duši od modlitby a svátostí, hlavně od sv. zpovědi a sv. přijímání.[3]
- Třetí je způsobená samotným Bohem, jeho dopuštěním. Bůh skrupulozitu dopouští pouze v případě, kdy ví, že to pro konkrétní duši přinese užitek, tj. vytvoří to v ní pokoru a zničí sebelásku. Tato poslední příčina se objevuje zřídka, a to u osob velké svatosti, je to Boží lék proti pýše, která by se mohla časem objevit. Vyznačuje se dvěma vlastnostmi: 1. Člověk dokáže dobře rozeznat hřích a jeho závažnost, pokud se jedná o druhé(umí jim poradit co je hřích, jak ho rozlišit), ale u sebe ne. 2. Plody skrupulozity z Božího dopuštění jsou jiné než u prvních dvou, člověk se čím dál víc utíká k modlitbě, častěji přistupuje ke svátostem a přibližuje se Bohu, protože v něm vidí jedinou záchranu. U skrupulozity způsobené přirozenými dispozicemi nebo působením ďábla je ovoce opačné, od svátostí a modlitby totiž odvádí.[2]

Křesťanská psychologie dává patologickou skrupulozitu do souvislosti s obsedantně-kompulzivní poruchou. Slovenská psycholožka Jana Vindišová zmiňuje, že skrupulozita je někdy označovaná jako religiózní forma OCD. V roce 2000 se dostala jako krátká zmínka v rámci diagnózy OCD do amerického číselníku duševních poruch DSM, v evropském (mezinárodním) MKN (ICD) skrupulozita explicitně zmíněná není. Za historicky nejstarší zmínku o tomto jevu Vindišová označila projev, který roku 1691 pronesl biskup John Moore z Norwichu, který ji popisoval pod názvem „náboženská melancholie“. Rovněž připomíná, že patologickou skrupulozitou pravděpodobně trpěl zakladatel redemptoristů Alfons z Liguori, který také příznaky skrupulozity popsal. Patologická religiózní skrupulozita byla podle Vindišové rozšířeným problémem zejména v 18. století, vlivem popularity jansenismu a převládajícího rigorózního moralismu. Vindišová se zamýšlí na tím, že obsah nutkavých myšlenek skrupulózních věřících může vést k závěru, že samo náboženství je neuróza, avšak takový závěr je podle ní chybným zobecněním a pokud by jedinci z OCD nebyli věřícími, OCD by se u nich podle ní projevila jinou formou. Úzkostné svědomí však podle Vindišové nemusí být jen příznakem psychické poruchy, ale může být také následkem nesprávné náboženské výchovy v kombinaci s citlivější osobnostní strukturou. V takovém případě hovoří o skrupulozitě vývojového charakteru bez psychopatologického základu.

## Léčba
Polský YouTube kanál Nauki katolickie ve svém videu z roku 2019 popisuje čtyři rady pro léčbu skrupulozity: 
- Prvním léčebným prostředkem je modlitba, zvláště během neschopnosti rozpoznání materie hříchu, ale i jindy. K tomu dobře slouží střelné modlitby z Písma sv.(např. Mt 14,30), vzývání Ducha sv., Panny Marie nebo jiné. [5]
- Druhým, nejdůležitějším, je duchovní vedení. Skrupulant si má najít stálého zpovědníka kterému důvěřuje, který je pevný v katolické víře(rozlišuje mezi stupni hříchů, věří všem pravdám, které učí církev) a tomu má být naprosto poslušný v jeho duchovních radách. Bez naprosté poslušnosti se duše nikdy nevyléčí, proto když zpovědník o něčem řekne, že to je np. lehký hřích, tak se podle toho má skrupulant řídit. V případě pochybností, jestli zpovědník dobře rozlišil stav duše nebo v jakékoliv jiné, se má skrupulant držet myšlenky, že bude od Boha souzen podle poslušnosti zpovědníkovi, i kdyby mu náhodou poradil špatně.[5]
- Třetí radou je aktivita. Skrupulant má vyplňovat čas činnostmi, které ho zaměstnají, protože v nečinnosti obyčejně myšlenky ohledně hříchů přicházejí častěji.[5]
- Poslední radou je nevyjevování skrupulozity jiným lidem než duchovnímu vůdci. Sdělování druhým, že jí trpím nepřinese žádné řešení problému, k tomu pomůže pouze vedení stálým zpovědníkem.[5]